# Elección municipal de San Salvador de 2012
La elección municipal de San Salvador de 2012 se llevó a cabo el día domingo 11 de marzo de 2012, en ella se eligió el alcalde de San Salvador para el período 2012 - 2015. El resultado final fue la victoria para Norman Quijano del partido ARENA, luego de derrotar en las urnas al candidato del FMLN, Jorge Schafik Handal.